# Port Lincoln Airport
Port Lincoln Airport är en flygplats i Australien. Den ligger i kommunen Lower Eyre Peninsula och delstaten South Australia, omkring 250 kilometer väster om delstatshuvudstaden Adelaide.
Närmaste större samhälle är Port Lincoln, omkring 14 kilometer söder om Port Lincoln Airport. Genomsnittlig årsnederbörd är 585 millimeter. Den regnigaste månaden är juni, med i genomsnitt 126 mm nederbörd, och den torraste är januari, med 16 mm nederbörd.